# 佐久間浩一
佐久間 浩一（さくま ひろかず、1967年10月11日 - ）は、千葉県出身の元プロ野球選手（外野手）。左投左打。
1996年から1997年までの登録名は佐久間 博千（読み同じ）。

## 来歴・人物
東海大浦安高では3年春の1985年に選抜甲子園に出場。この大会では、3年KKコンビ擁するPL学園を筆頭に東海大浦安も優勝候補の一角に挙げられていたが、1回戦で優勝した3年渡辺智男投手擁する伊野商に1-5で敗退。佐久間は4打数1安打1三振に終わり、チームは散発6安打、佐久間のレフトへのタイムリーによる1点に抑えられた。高校卒業後の1986年、東海大学に進学し野球部に所属。首都大学リーグ戦では3年秋にベストナイン。1989年のプロ野球ドラフト会議で読売ジャイアンツから4位指名され入団。
高校時代は「東の佐久間、西の清原」と言われる逸材であった。大学球界でも飛距離ではトップクラスと言われ、その素質は高く買われていたが、右肘に故障を抱えていることから、各球団が指名を見送る中で巨人が強行指名。佐久間自身も悩んだ末、1990年の開幕直前に入団契約した。巨人OBの青田昇は佐久間のバッティングフォームを見て「テッド・ウィリアムズの様だ」と言って、バッティングセンスを高く評価していた。
プロ入り後は、右肘の故障から右打者への転向も検討されたが、医師の治るという判断で結局転向しなかった。一軍出場を果たせないまま、1993年オフに自由契約となり退団した。
巨人退団後は2年間調理師として働いた後に、1996年に日本ハムファイターズに入団したが、一軍出場までは至らずに1997年に現役を引退した。

## 詳細情報

### 年度別打撃成績
- 一軍公式戦出場なし

### 背番号
- 71 （1990年）
- 46 （1991年 - 1993年）
- 65 （1996年 - 1997年）

### 登録名
- 佐久間 浩一 （さくま ひろかず、1990年 - 1993年）
- 佐久間 博千 （さくま ひろかず、1996年 - 1997年）